# Guiorgui Revazishvili
Guiorgui Revazishvili (en georgiano: გიორგი რევაზიშვილი, Sagaredzho, 16 de noviembre de 1974) es un deportista georgiano que compitió en judo. Ganó dos medallas en el Campeonato Mundial de Judo, plata en 1997 y bronce en 1999, y cinco medallas en el Campeonato Europeo de Judo entre los años 1994 y 2000.

## Palmarés internacional
| Campeonato Mundial | Campeonato Mundial       | Campeonato Mundial | Campeonato Mundial |
| Año                | Lugar                    | Medalla            | Categoría          |
| ------------------ | ------------------------ | ------------------ | ------------------ |
| 1997               | París (Francia)          | Medalla de plata   | –60 kg             |
| 1999               | Birmingham (Reino Unido) | Medalla de bronce  | –73 kg             |
| Campeonato Europeo |                          |                    |                    |
| Año                | Lugar                    | Medalla            | Categoría          |
| 1994               | Gdańsk (Polonia)         | Medalla de bronce  | –60 kg             |
| 1996               | La Haya (Países Bajos)   | Medalla de oro     | –65 kg             |
| 1997               | Ostende (Bélgica)        | Medalla de plata   | –65 kg             |
| 1998               | Oviedo (España)          | Medalla de bronce  | –66 kg             |
| 2000               | Breslavia (Polonia)      | Medalla de bronce  | –73 kg             |